# Ла Пина
Ла Пина (на италиански: La Pina), псевдоним на Орсола Бранци (на италиански: Orsola Branzi; * 20 юни 1970 във Флоренция, Италия), е италианска рапърка, радио и телевизионна водеща.
Прави своя дебют като рапърка като член на женската група „Ле Пине“ (Le Pine)), от която след това взима сценичното си име. След като си сътрудничи на няколко пъти с рап групата Отиере, тя прави своя дебют с първия си албум през 1995 г., който е последван от още два през 1998 и 2000 г., родени от сътрудничеството ѝ с The Soul Kingdom (Джулиано Палма и Патрик Бенифей от група Казино Роял).
През 1990-те години дебютира и като радиоговорителка, което става основната ѝ дейност през 2000-те години, и като телевизионна водеща, работейки за каналите Rai 2, GAY.tv и Deejay TV. От 1999 г. е един от гласовете на Радио Deejay, където от 2001 г. води късната следобедна програма „Пинокио“ заедно с Диего Пасони.

## Биография

### Дебют
Дъщеря е на известния архитект и проектант Андреа Бранци и Николета Морози. Братовчедка е по майчина линия на актрисата Витория Пучини.
Израства в Милано от 3-годишна възраст. Завършва визуални комуникации в местния технологично-индустриален институт. След гимназията прави първите си запознанства с творческата панорама на миланския хип-хоп, като влиза в контакт с групи като Казино Роял, Шокинг TV и Силвър Сърфърс. След период на доброволчески труд се записва да следва педагогика в Болонския университет. Запознава се с местната ъндърграунд култура, като посещава социалния център „Изола нел кантиере“, който е в центъра на контекста на постепенно налагащ се хип-хоп. Впоследствие сформира своя група на име „Ле Пине“, в която започва дейността си като рапърка също и благодарение на опита, придобит от гостоприемството, оказвано на други изпълнители от жанра. След напускането на членовете на музикалната ѝ група Орсола Бранци остава единственият ѝ член и тогава решава да вземе сценичното си име „Ла Пина“.
Изоставя следването и се връща в Милано, където отново намира старата си музикална сцена и създава творчески контакти с рапъра Еза (Ел Президенте) – местен MC, който промотира група Отиере с албума „Онзи особен вкус“ (Quel sapore particolare). Ла Пина участва в проекта с две песни и след това става пълноправен член на групата. В същото време си сътрудничи с DJ Gruff в албума La Rapadopa с песента „История, която я няма“ (Una storia che non c'e), както и с рапърите Чийф и Дзак. Албумът на Отиере излиза през 1994 г. и след като се мести в град Варезе, Ла Пина следва групата в промоционалното им турне. Колективът привлича вниманието на Radio Deejay, което ги кани да участват в седмичната програма Venerdì rappa, където по-късно Отиере заместват Албертино и Артиколо 31 като водещи. Това е началото на радио кариерата на Ла Пина, която дебютира като радио говорителка, водеща рубриката за слушателска поща.

### Албуми(Il cd del-) la PinaиPiovono angeli
През ноември същата година Отиере откриват концерта на Пъблик Енеми и Тупак в Милано, като се качват на сцената и по време на концерта на нюйоркската група, за да направят фристайл заедно с чуждестранни MC-та.
През 1995 г. излиза (Il cd del-) la Pina – самостоятелен албум на Ла Пина, който получава положителни отзиви и благодарение на песента „Моите приятелки“ (Le mie amiche) в сътрудничество с Торменто, Баси Маестро и Джулиано Палма. На следващата година, след първия си опит като радиоговорителка в Radio Deejay, рапърката отива в Радио 2, като води радиопрограмата In aria от 14 до 15 часа.
През 1997 г. излиза вторият албум на Отиере – Dalla sede, който се счита за Otierre feat. La Pina за важните сътрудничества. През същата година тя дебютира като телевизионна водеща по Rai 2, водейки музикалната програма Sanremo in aria заедно с бъдещата си колежка Платинет. Също така през 1997 г. участва с Отиере и Еза в албума на Антонела Руджеро Registrazioni moderne. Техните гласове присъстват в римейка на парчето Solo tu.
След това звукозаписната ѝ кариера продължава с публикуването през 1998 г. на втория ѝ албум „Валят ангели“ (Piovono angeli) – интроспективен запис, свързан с нейната сантиментална и лична сфера, която може да се похвали, наред с други, с учстието на Еза, Саб Сита, Соул Кингдъм и Коле Дер Фомеро. През същата година тя минава на работа в радио Station One, участвайки в радиоситкома „Осем цици под един покрив“ (Otto tette sotto un tetto) и водейки предаването Sooo Pretty между 17 и 20 часа.

### Радио кариера
Тя окончателно се завръща в Radio Deejay през 1999 г., водейки заедно с Ла Джада Pinup – програма, излъчвана в понеделник вечер, и впоследствие Bonjour finesse, излъчвана рано сутрин в продължение на няколко години, в която постоянното присъства като водеща булдогът ѝ Кора като „колумнистка“.
Третият ѝ албум Cora е посветен на кучето ѝ. Той е издаден през 2000 г. в сътрудничество със Соул Кингдъм: Патрик „Kikke“ Бенифей и Джулиано Палма от група Казино Роял.
От 2001 г. Ла Пина води заедно с Диего Пасони, отново по Radio Deejay, радиопрограмата „Пинокио“, излъчвана в късния следобед, като всеки епизод се характеризира с наличието на определена тема.
През 2011 г. излиза книга, издадена от изд. Мондадори, озаглавена Ciao che fate?, съдържаща най-смешните SMS-и на слушателите, получени за 10 години излъчване, придружени от размислите на водещите на предаването.
Ла Пина се завръща в телевизията през 2002 г. като водеща на нощните предвания по GAY.tv Sesso in condotta и „В леглото с Ла Пина“ (A letto con La Pina), в които говори за секс. През следващите години тя често е коментаторка по национални телевизионни програми като първото издание на реалити шоуто „Фермата“ (La fattoria) и е авторка на La sottile linea rosa – предаване за запознанства, излъчвано от тв канал Fox Life.
През 2007 г. една стара нейна песен – Questa Fly е включена в саундтрака на филма Torino Boys. По този повод е издадена компилация с ремастеризирани песни със същото заглавие, съдържащ основните ѝ песни.
Като автор тя заедно с партньора си Емилиано Пепе пише за Алесандра Аморозо песента „Колко жалко“ (Che peccato), включена в албума на Аморозо Senza nuvole от 2009 г. Този опит е повторен през 2011 г. с песента „Искам само теб“ (Voglio solo te), написана заедно с Биаджо Антоначи и Емилиано Пепе за Лоредана Ероре и включена в албума на Ероре L'Errore.
Между 2009 и 2010 г. тя си сътрудничи с Nat Geo Adventure за реализацията на програмите Ma che freddo fa и Tokyorama, които се развиват съответно в Лапландия и Токио.
През 2010 г., отново с Диего Пасони, Ла Пина води вечерната програма на Deejay TV Nientology и впоследствие Queen Size – формат, подобен на „В леглото с Ла Пина“, излъчван в продължение на два сезона съответно през зимата и есента.
През 2011 г. тя интервюира няколко ВИП персони от света на музиката, модата и забавленията директно от леглото.
През сезон 2011 - 2012 г. заедно с Ла Вале води по Radio Deejay в събота от 19 до 20 часа Molespina – предаване, посветено на модата, продължавайки всеки ден да води и предаването „Пинокио“ .
На 19 октомври 2013 г. се омъжва за неаполитанския музикант Емилиано Пепе, с когото през 2014 г. участва в третото издание на реалити шоуто Pecchino Express, в което отпада в осмия епизод.
На 8 май 2014 г. е поканена от Лаура Паузини да пее с нея. На 18 май Ла Пина пее в песента „С музиката по радиото“ (Con la musica alla radio) заедно с Малика Аян, Л'Аура, Ема, Паола Турчи, Сирия, Ноеми и самата Паузини в Таормина. Шоуто се излъчва по телевизията на 20 май като моноспектакъла „Тази вечер Лаура: повярвах на една мечта“ (Stasera Laura: ho creduto in un sogno).
През октомври 2015 г. печели заедно с екипа на „Пинокио“ наградата „Златни слушалки“ в категорията „Най-добро шоу“. На следващата година печели „Награда за разнообразни медии“, посветена на подкрепата на ЛГБТ каузата в различните медийни канали, в категорията „Най-добра радиопрограма“, отново със същото предаване.

## Дискография

### Като солистка

#### Студийни албуми
- 1995 - (Il cd del-)la Pina
- 1998 - Piovono angeli (със Soul Kingdom)
- 2000 - Cora (cъс Soul Kingdom)

#### Сборни албуми
- 2007 - Questa Fly

### С Отиере
- 1994 - Quel sapore particolare
- 1997 - Dalla sede

#### Сътрудничества
- 1993 - DJ Gruff feat. La Pina, Dada & Alessiomanna - Una storia che non c'era
- 1994 - Сототоно feat. Ла Пина - La morale
- 1994 - Chief & Soci feat. La Pina & Артиколо 31 - Vivi e lascia vivere
- 1996 - Баси Маестро feat. Ла Пина - Piccolo Bassi
- 1997 - Torino Boys (саундтрак) - Questa Fly, продуцирана от Нефа
- 1997 - Антонела Руджеро feat. Ла Пина и Еза - Solo tu
- 2008 - Music For Children feat. Ла Пина - Pane di pezza
- 2009 - Алесандра Аморозо feat. Ла Пина - Stupida RMX
- 2011 - Емилиано Пепе feat. Ла Пина - Compromessi
- 2012 - Макс Пецали feat. Федец &Ла Пина (само скеч) - Jolly Blue
- 2012 - Рафаело feat. Ла Пина - La mia piccola
- 2015 - Емилиана Кантоне feat. Ла Пина - Ragione e sentimento
- 2017 - Сирия feat. Ла Пина - Intro
- 2019 - Мис Кета с участието на Ла Пина, Рошел, Джоан Тиле, Елоди, Пристис - Le Ragazze di Porta Venezia - The Manifesto
- 2020 - DPCM Squad feat. Макс Пецали, Ло Стато Сочале, Чимини, Емис Кила, Еудженио ин Виа Ди Джоя, Фаст Анималс ънд Слоу Кидс, Марко Джалини, Джей-Акс, Джейк Ла Фурия, Ла Пина, Пиерлуиджи Пардо, Пингуини Татичи Нуклеари, Никола Савино – Una canzone come gli 883

## Радио
- Venerdì rappa (Radio Deejay, 1994)
- In aria (Radio 2, 1996)
- Otto tette sotto un tetto (Station One, 1998)
- Sooo Pretty (Station One, 1998-1999)
- Pinup (Radio Deejay, 1999-2000)
- Bonjour finesse (Radio Deejay, 2000-2001)
- Pinocchio (Radio Deejay, dal 2001)
- Molespina (Radio Deejay, 2011-2012)

## Телевизия
- Sanremo in aria (Rai 2, 1997)
- A letto con La Pina (GAY.tv, 2002)
- MPT - Mi Piaci Tu (Italia1, 2002)
- Sesso in condotta (GAY.tv, 2002)
- Nientology (Deejay TV, 2010) – водеща
- Ma che freddo fa (Nat Geo Adventure, 2009)
- Tokyorama (Nat Geo Adventure, 2010)
- Domenica in (Rai 1, 2011) – коментаторка
- Queen Size (Deejay TV, 2011) – водеща
- Uman - Take Control! (Italia 1, 2011) – коментаторка
- Cuochi e fiamme Celebrities (LA7d, 2012) – конкурентка
- X Factor (Sky Uno, 2012) – директна коментаторка
- Pechino Express (Rai 2, 2014) – конкурентка
- Quelli che il calcio... (Rai 2, 2014-2015) – пратеник
- Quattro matrimoni in Italia (Fox Life, 2017) –коментаторка

## Книги
- Ciao, che fate?, Mondadori, 2011. ISBN 978-88-04-60712-0
- Il pianeta dei calzini spaiati, ADD Editore, 2013. ISBN 978-88-6783-059-6
- I Love Tokyo, Vallardi Editore, 2017. ISBN 978-88-6987-352-2
- Cosa non farei per trovare un fidanzato, Vallardi Editore, 2018. ISBN 978-88-6987-584-7
- I Love Japan, Vallardi Editore, 2020. ISBN 978-88-6987-666-0

## Реклама
- Anas (2016)
- Brosway (2018) - с Микела Куатрочоке, Лудовика Вали и Никол Мацокато

## Дублаж
- Колите 3 - мис Фритър

## Награди и признания
- 2015 - „Златни слушалки“ (Cuffie d'oro) в Категория Best Show за предаването „Пинокио“.[16]
- 2016 - Diversity Award в категорията „Най-добра радио програма“ за „Пинокио“.[18]